# Danilo Di Luca
Danilo Di Luca (Spoltore, 2 januari 1976) is een voormalig Italiaanse wielrenner.

## Biografie
Di Luca was een verdienstelijk amateur. Zo won hij in 1998 de belofteneditie van de Ronde van Italië en werd hij derde bij het WK voor beloften, achter zijn landgenoten Ivan Basso en Rinaldo Nocentini. Het leverde hem een profcontract voor het volgende jaar op bij het kleinere Cantina Tollo. Bij deze ploeg werd Di Luca al snel een van de speerpunten en al in zijn debuutseizoen werd hij tweede in de Ronde van Lombardije. Di Luca bleek goed uit de voeten te kunnen in het middelgebergte en combineerde dat met een vrij grote sprintsnelheid, vooral bergop, wat hem een geschikte renner maakte voor het winnen van klassiekers. Mede hierdoor heeft hij ook de bijnaam De Killer gekregen.
In zijn tweede jaar als prof boekte Di Luca zes overwinningen, waaronder een etappe in de Giro. Dit herhaalde hij het jaar erop, toen hij met de Ronde van Lombardije bovendien zijn eerste klassieker won. In 2002 ging hij naar het grotere Saeco en boekte hij zeven overwinningen, waaronder een etappe in de Ronde van Spanje. Onder meer door blessures bleven grote overwinningen de twee jaar daarop uit, de voornaamste van de acht zeges die hij boekte was een etappe in de Tirreno-Adriatico.
Di Luca mocht in 2004 niet starten in de Ronde van Frankrijk vanwege zijn vermeende betrokkenheid in de dopingzaak "Oil For Drugs" (een codenaam die verwijst naar het Oil-For-Food-programma in Irak), die handelde over een onderzoek uit 2004 waarin Di Luca's relatie met dokter Santuccione werd onderzocht. In dezelfde affaire viel ook de naam van Eddy Mazzoleni. In 2007 kwam deze zaak opnieuw onder de aandacht en in juli moest Di Luca zich verantwoorden voor zijn vermeende aandeel in de zaak. Enkele dagen van tevoren besliste de rechtbank echter dat Di Luca toch niet voor de rechtbank hoefde te verschijnen en dat de renner werd vrijgepleit.
Vanaf 2005 tot en met 2007 reed Di Luca bij Liquigas-Bianchi. Voor deze ploeg won hij zowel de Ronde van het Baskenland als zijn tweede klassieker, de Amstel Gold Race, en hield die vorm vast door ook de Waalse Pijl te winnen. Hij werd de winnaar van de eerste UCI ProTour. In 2007 won hij de Ronde van Italië.
Vanaf 2008 reed Di Luca twee seizoenen voor Team LPR. Aan het eind van 2008 werd hij voor 4 maanden geschorst wegens contacten met een Italiaanse dopingarts.
Op 22 juli 2009 werd bekend dat Di Luca tijdens de Ronde van Italië van dat jaar positief had getest op de epo-variant cera. Per 15 oktober 2010 mocht Di Luca weer koersen. Zijn schorsing werd met negen maanden ingekort, vanwege zijn medewerking in een onderzoek naar doping.
Op 28 oktober 2010 werd bekend dat Di Luca wel zijn boete aan de UCI zal moeten betalen. Het bedrag bedraagt 280.000 euro.
Op 10 januari 2011 werd duidelijk dat de toen 35-jarige Italiaan terug zou keren naar het wielrennen. Na een dopingschorsing van anderhalf jaar mocht hij zich weer renner noemen nadat hij een contract tekende bij Team Katusha. Hij kreeg bij deze ploeg geen loon maar werd betaald op basis van een premiestelsel. Na één seizoen bij Katusha reed Di Luca in 2012 voor Acqua & Sapone. Daarna stapte hij over naar Vini Fantini-Selle Italia.
Op 24 mei 2013 werd Di Luca opnieuw betrapt op het gebruik van epo, aldus La Gazzetta dello Sport. Het zou gaan om een test die op 29 april bij hem thuis werd afgenomen. Hij werd meteen uit de Ronde van Italië gezet waar hij enkele verdienstelijke uitslagen reed. In december 2013 werd hij door het CONI voor het leven geschorst.

## Belangrijkste overwinningen
1998
- Baby Giro
- Eindklassement Giro della Regione Friuli Venezia Giulia

2000
- 2e etappe Ronde van het Baskenland
- GP Industria & Artigianato-Larciano
- Trofeo Pantalica
- 5e etappe Ronde van Italië

2001
- Ronde van de Abruzzen
- Trofeo dello Scalatore
- Ronde van Lombardije
- 4e etappe Ronde van Italië

2002
- Trofeo Laigueglia
- 3e en 5e etappe Tirreno-Adriatico
- Trofeo Immobilare Italia
- GP Fred Mengoni
- Ronde van Venetië
- 2e etappe Ronde van Spanje

2003
- Giro della Liguria
- 6e etappe in de Tirreno-Adriatico
- Ronde van de Drie Valleien
- Coppa Placci

2004
- Trofeo Matteotti
- 4e etappe Ronde van Murcia
- Brixia Tour

2005
- 1e etappe en  eindklassement Ronde van het Baskenland
- Amstel Gold Race
- Waalse Pijl
- 3e en 5e etappe Ronde van Italië
- Eindstand UCI ProTour

2006
- 5e etappe Ronde van Spanje

2007
- Milaan-Turijn
- Luik-Bastenaken-Luik
- Eindklassement, 1e (ploegentijdrit), 4e en 12e etappe Ronde van Italië

2008
- Eindklassement Wielerweek van Lombardije
- Ronde van Emilia
- Eindklassement Coppa Italia

2009
- 4e, 10e etappe en Puntenklassement Ronde van Italië

2012
- 2e etappe Ronde van Oostenrijk
- GP Nobili Rubinetterie

## Resultaten in voornaamste wedstrijden
| Jaar | Ronde van Italië | Ronde van Frankrijk | Ronde van Spanje |
| ---- | ---------------- | ------------------- | ---------------- |
| 1999 | opgave           |                     |                  |
| 2000 | opgave (1)       |                     | opgave           |
| 2001 | 24e (1)          |                     | opgave           |
| 2002 |                  |                     | 20e (1)          |
| 2003 |                  | opgave              |                  |
| 2004 |                  |                     | opgave           |
| 2005 | 4e (2)           |                     |                  |
| 2006 | 23e              | opgave              | opgave (1)       |
| 2007 | ↑ (3)            |                     |                  |
| 2008 | 7e               |                     |                  |
| 2009 | ↑ (2)            |                     |                  |
| 2011 | 69e              |                     |                  |
| 2012 |                  |                     |                  |
| 2013 | uitgesloten      |                     |                  |

| Jaar | Milaan-San Remo | Amstel Gold Race | Luik-Bast.‑Luik | Ronde van Lombardije | Waalse Pijl | Clásica San Sebastián | Bretagne Classic |  | WK op de weg |  | Wereldranglijsten |
| ---- | --------------- | ---------------- | --------------- | -------------------- | ----------- | --------------------- | ---------------- |  | ------------ |  | ----------------- |
| 1999 | 96e             |                  |                 | ↑                    |             | 133e                  |                  |  |              |  |                   |
| 2000 |                 |                  |                 |                      |             |                       |                  |  |              |  |                   |
| 2001 | 119e            |                  |                 | ↑                    |             |                       |                  |  | 89e          |  |                   |
| 2002 |                 |                  | 34e             | 45e                  | 109e        | 6e                    |                  |  | 40e          |  | 21e (UWB)         |
| 2003 | 80e             | ↑                | 8e              | 41e                  | 11e         | ↑                     |                  |  | 66e          |  |                   |
| 2004 | 54e             | 4e               |                 |                      | ↑           | 58e                   |                  |  |              |  |                   |
| 2005 | 28e             | ↑                | 27e             |                      | ↑           | 94e                   | 11e              |  |              |  | (UPT)             |
| 2006 |                 |                  | 9e              | 9e                   | 6e          | 40e                   |                  |  | 34e          |  | 75e (UPT)         |
| 2007 |                 | ↑                | ↑               |                      | ↑           |                       | ↑                |  |              |  |                   |
| 2008 | 58e             |                  |                 |                      |             |                       |                  |  |              |  |                   |
| 2009 | 41e             |                  |                 |                      |             |                       |                  |  |              |  |                   |
| 2011 |                 | 48e              | 41e             |                      | 80e         |                       | 133e             |  |              |  | 173e (UWT)        |
| 2012 | 63e             |                  |                 | 20e                  |             |                       |                  |  |              |  |                   |
| 2013 |                 |                  |                 |                      |             |                       |                  |  |              |  |                   |

## Trivia
- Di Luca staat bekend om zijn voorliefde voor snelle auto's. Hij is een goede vriend van de Italiaanse ex-Formule 1-rijder Jarno Trulli.

Wielerploegen van Danilo Di Luca
Baldato · Bobrik · Brignoli · Brognara · Caruso · Casagranda · Cenghialta · Charrière · De Beni · Di Biase · Ferrari · Miceli · Minali · Palumbo · Pistore · Rezzani · Spezialetti · Di Luca (stagiair) · Sosenka (stagiair)
Baronti · 
Bossoni · 
Brognara ·
Cavagnis ·
Colombo · 
Di Biase ·
Di Luca ·
Di Renzo ·
Gasperoni ·
Gentili · 
Giabbecucci ·
Giunti ·
Hamburger ·
Ljungqvist · 
Magnani ·
Marzoli ·
Mazzanti · 
Minali ·
Mondini ·
Negrini ·
Pierdomenico · 
Piovaccari · 
Sgambelluri · 
Tonti · 
Trenti ·
Villa
Baronti · 
Bossoni · 
Colombo · 
Colonna ·
Di Biase ·
Di Luca ·
Di Renzo ·
Gasperoni ·
Gentili · 
Giabbecucci ·
Giunti ·
Marzoli ·
Masciarelli · 
Massi ·
Mondini ·
Negrini ·
Pepoli ·
Pierdomenico · 
Piovaccari · 
Scotti ·
Sgambelluri · 
Tonti · 
Trenti ·
Vergnani ·
Astolfi (stagiair) ·
Pospjejev (stagiair)
Astolfi ·
Colombo · 
Colonna ·
Conti ·
Di Cintio ·
Di Luca ·
Gasperoni ·
Gentili · 
Giabbecucci ·
Giunti ·
Jakovlev ·
Martín ·
Marzoli ·
S. Masciarelli · 
Negrini ·
Pepoli ·
Pospjejev · 
Scotti ·
Simeoni · 
Spezialetti ·
Tonti · 
Trenti ·
Kobzarenko (stagiair) ·
Lobato (stagiair) ·
A. Masciarelli (stagiair)
Astarloa · Bertagnolli · Celestino · Commesso · Conte · Cunego · Davidson · Di Luca · Fuentes · Galletti · Gavazzi · Glomser · Ludewig · Mason · Nitsche · Pepoli · Pugaci · Sabaliauskas · Sacchi · Simoni · Spezialetti · Spinelli · Tonti · Wegmann · Del Sarto (stagiair) · Leuchs (stagiair) · Maccanti (stagiair)
Astarloa  · Bertagnolli · Bonomi · Bucciero · Celestino · Commesso · Cunego · Di Luca · Fornaciari · Fuentes · Galletti · Gavazzi · Glomser · Ludewig · Pepoli · Pieri · Pugaci · Quaranta · Sabaliauskas · Sacchi · Sjefer · Simoni · Spezialetti · Tonti · Zanini · Caccia (stagiair) · Loosli (stagiair) · Marget (stagiair)
Balducci · Bertagnolli · Bonomi · Bucciero · Casagranda · Celestino · Commesso · Cunego · Di Luca · Fornaciari · Fuentes · Gavazzi · Glomser · Loosli · Ludewig · Matzbacher · Mazzoleni · Petrov · Pieri · Sabaliauskas · Simoni · Spezialetti · Štangelj · Szmyd · Tonti · Bates (stagiair) · Franzoi (stagiair) · Magallanes (stagiair)
Albasini ·
Andriotto · 
Bäckstedt · 
Calcagni ·
Carlström · 
Cioni ·
Cipollini (tot 30/04) ·
Colli ·
Di Luca ·
Garzelli ·
Gasparotto ·
Gerosa ·  
Ljungqvist ·
Loda · 
Mason · 
Miholjević ·
Milesi ·
Miorin ·  
Mugerli ·
Noè ·
Pagliarini ·
Pellizotti ·
Righetto ·
Sironi ·
Wegelius ·
Zanotti ·
Capecchi (stagiair) ·
Da Dalto (stagiair) ·
Di Lorenzo (stagiair)
Albasini ·
Andriotto · 
Bäckstedt · 
Calcagni ·
Capecchi ·
Carlström · 
Cioni ·
Colli ·
Curtolo ·
Da Dalto ·
Di Luca ·
Failli ·
Garzelli ·
Gasparotto ·
Kreuziger ·  
Loda · 
Miholjević ·
Milesi ·
Mugerli ·
Nibali ·  
Noè ·
Paolini ·
Pellizotti ·
Quinziato ·
Righetto ·
Spezialetti ·
Wegelius ·
Zanini ·
Basso (stagiair) ·
Fornasier (stagiair) 
Albasini ·
Bäckstedt · 
Beltrán · 
Bertagnolli ·
Bodnar ·
Calcagni ·
Capecchi ·
Carlström · 
Cataldo ·
Chicchi ·
Da Dalto ·
Di Luca ·
Failli ·
Fischer ·
Gasparotto ·
Kreuziger ·  
Koetsjynski · 
Miholjević (tot 15/08) ·
Mugerli ·
Nibali ·  
Noè ·
Paolini ·
Pellizotti ·
Petito ·
Pozzato ·
Quinziato ·
Spezialetti ·
Trenti ·
Vanotti ·
Wegelius ·
Willems
Bailetti ·
Bosisio ·
Celli ·  
Chiarini ·
Cucinotta ·
Di Luca ·
Ermeti ·
Ferrara ·
Ferrari ·
Golčer · 
Laganà ·
Marinangeli ·
Maserati ·
Montaguti · 
Petacchi · 
Pidhorny ·
Pietropolli ·
Proch ·
Salerno ·
Savoldelli ·   
Spezialetti ·
Negri (stagiair)
Bernucci ·
Bosisio ·
Caruso ·  
Cattaneo ·
Chiarini ·
Cucinotta ·
Di Luca (tot 15/08) ·
Ermeti ·
Ferrari ·
Golčer · 
Laganà ·
Marinangeli ·
Montaguti · 
Negri ·
Ongarato ·
Petacchi · 
Pietropolli ·
Salerno ·   
Spezialetti
Arguelyes · 
Broett · 
Caruso ·
Di Luca ·
Galimzjanov ·
Goesev ·
Horrach · 
Hoste · 
Ignatenko · 
Ignatjev · 
Isajtsjev ·
Ivanov ·
Karpets ·
Koetsjynski ·
Kolobnev ·
Kritski ·
Losada · 
Mironov ·
Moreno ·   
Ovetsjkin · 
Paolini ·
Pliușchin · 
Porsev · 
Pozzato · 
Rodríguez · 
Silin · 
Troesov · 
Trofimov ·
Vandenbergh · 
Vantomme ·
Vorganov